# Prieel (Bilzen)

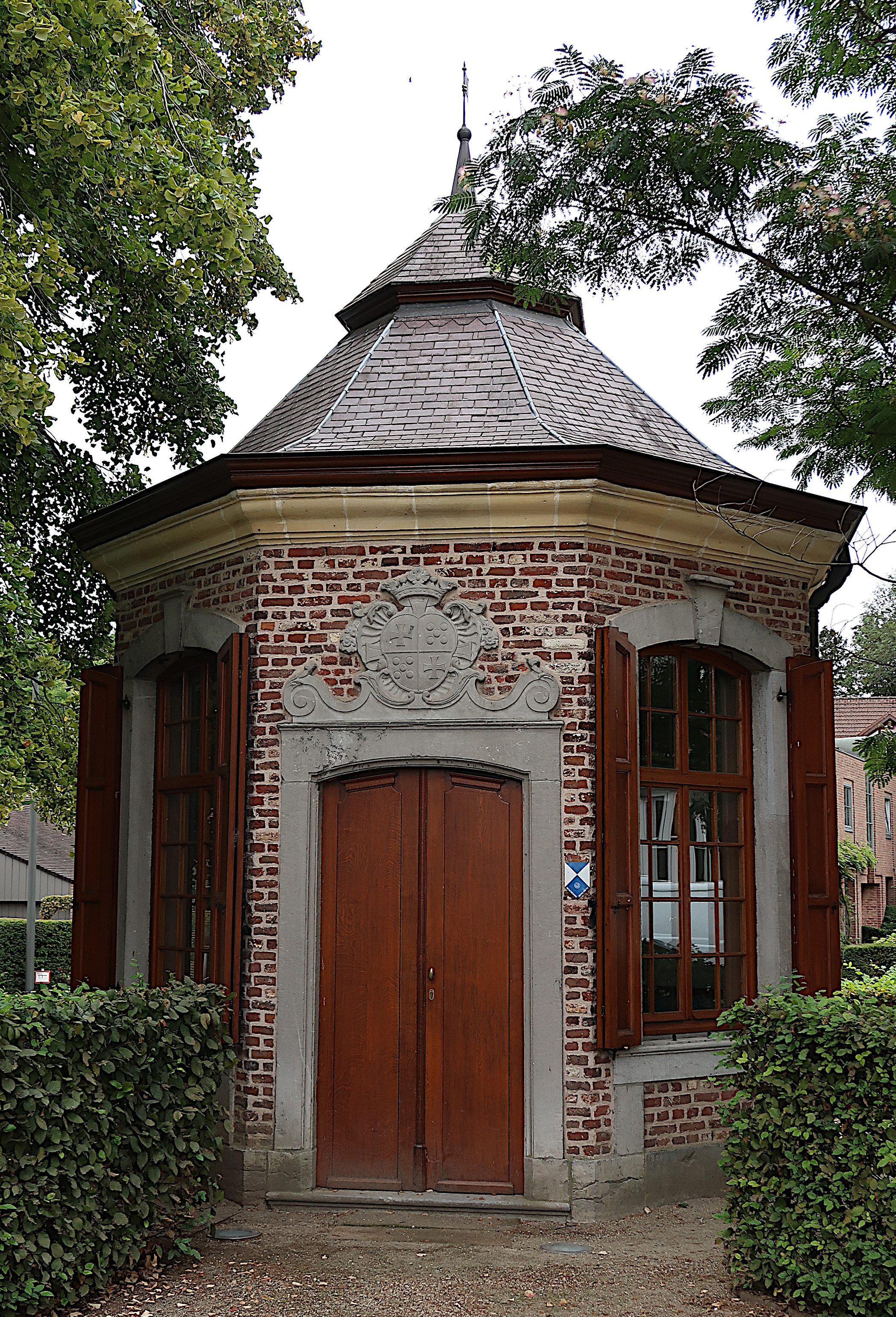

Het tuinprieel aan de Demerlaan te Bilzen was oorspronkelijk een kapel behorende bij de commanderij Alden Biesen in Bilzen (Belgisch-Limburg.
De kapel werd in 1743-49 gebouwd door Ferdinand von Sickingen, die landcommandeur van Alden Biesen was. Het terrein was eigendom van de Duitse Orde. Hieraan kwam een einde in 1795, toen de balije Biesen werd opgeheven en alle bezittingen van Alden Biesen verbeurd werden verklaard en verkocht.
In 1840 werd hier weer een pastorie gebouwd, waarin de kapel als prieel dienst ging doen. De pastorietuin sloot aan bij de tuin van de oude pastorie, aan de Begijnhofstraat. De achterzijde van de kapel was gebouwd tegen de kloostermuur van de Priorij Sion.
Het is een achtkantig gebouwtje, gedekt met leien. De sierlijke omlijsting van de deur toont het wapenschild van het huis Von Sickingen. Het interieur is versierd met rococo-stucwerk.
Tegenwoordig is het gebouwtje in gebruik bij de Dienst voor Toerisme.